# Dasychira diluta
Dasychira diluta är en fjärilsart som beskrevs av Holland 1893. Dasychira diluta ingår i släktet Dasychira och familjen tofsspinnare. Inga underarter finns listade i Catalogue of Life.